# Badondos

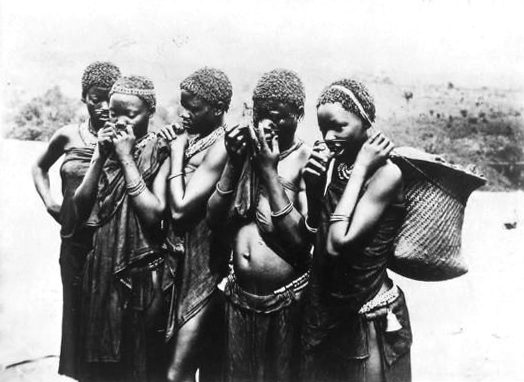
Femmes badondo à Mongoumba (1924)

Les Badondo (ou Dondo) sont une population d'Afrique centrale. C'est un sous-groupe des Kongos. Ils vivent principalement dans le sud de la république du Congo, dans le nord de l'Angola et au sud-ouest de la république démocratique du Congo. 

## Langue
Ils parlent une langue bantoue, le doondo, ou dondo, kidoondo.

## Gastronomie
Ils ont comme plats typiques : les Nkasas et le Kiouaba. Ils utilisent principalement l'huile de palme, les haricots ou encore la mouabe.[réf. souhaitée]